# روي شيفر
روي شيفر (بالإنجليزية: Roy Schafer)‏ هو عالم نفس أمريكي، ولد في 14 ديسمبر 1922 في نيويورك في الولايات المتحدة، وتوفي في 5 أغسطس 2018.